# میدان هوایی بین‌المللی هرات
میدان هوایی هرات یا فرودگاه هرات در فاصله ۱۳ کیلومتری جنوب شهر هرات در ولسوالی گذره(شهرستان گذره) موقعیت دارد، این میدان هوایی که یکی از بزرگترین و قدیمی‌ترین میدان‌های هوایی افغانستان است از وضعیت استاندارد خوبی برخوردار نیست.
روزانه سه پرواز داخلی از هرات به کابل، قندهار، مزار و نیمروز و در هر پانزده روز یک پرواز خارجی از هرات به شهر مشهد ایران از همین فرودگاه صورت می‌گیرد. که برای زیارت حرم علی بن موسی الرضا امام هشتم شیعیان صورت میگیرد. دلیل دوم کمترین فاصله هرات با یک شهر بزرگ مهم خارجی می تواند باشد. 
اما پروازهای متعلق به مؤسسات کمک‌رسانی و نظامیان خارجی مستقر در همین فرودگاه روزانه به بیش از سی پرواز می‌رسد.
در ۲ دلو ۱۳۹۹، محمد اشرف غنی، رئیس‌جمهوری افغانستان در جریان سفرش به هرات، نام این فرودگاه را به نام فرودگاه خواجه عبدالله انصاری تغییر داد. خواجه عبدالله انصاری عارف، نویسنده اهل عرفان و دانشمند معروف قرن پنجم هجری در هرات بود.

## تاریخچه
این فرودگاه در ابتدا در دهه ۱۹۶۰ توسط مهندسانی از ایالات متحده ساخته شد. در دهه ۱۹۸۰ توسط نیروهای شوروی استفاده شد. این فرودگاه پایگاهی برای جنگنده‌ها و هواپیماهای ترابری (احتمالاً آنتونوف ای‌ان-۲۶، آنتونوف ای‌ان-۳۲ و میگ-۲۱) بود.
پس از تصرف شهر، طالبان کنترل فرودگاه را در سال ۱۹۹۵ به دست گرفتند. فرودگاه در ۴ نوامبر ۱۹۹۶ توسط ائتلاف ضد طالبان با جت بمباران شد. در ۱۲ نوامبر ۲۰۰۱، شورش آغاز شد و طالبان از منطقه بیرون رانده شدند.
استفاده از آیساف از سال ۲۰۰۵ تا ۲۰۲۱ ادامه داشت و نیروی هوایی افغانستان و پلیس ملی افغانستان نیز به آن ملحق شده بودند. در طی آن سال‌ها ایتالیا ۱۳۷ میلیون یورو برای توسعه فرودگاه متعهد شده بود. در نتیجه، باند فرودگاه گسترش یافت و دوباره آسفالت شد و یک ترمینال بین‌المللی جدید، به نام کاپیتان ماسیمو رانزانی، یک افسر ایتالیایی کشته شده، افتتاح شد. در ژانویه ۲۰۲۱، رئیس جمهور افغانستان، اشرف غنی، فرودگاه را به نام خواجه عبدالله انصاری تغییر نام داد.
در اوت ۲۰۲۱، طالبان کنترل فرودگاه و سایر بخش‌های هرات را به دست گرفتند.

## شرکت‌های هواپیمایی و مقصدهای پروازی
هواپیمایی بین‌المللی افغان جت: میدان هوایی بین‌المللی کابل
کام ایر: فرودگاه بین‌المللی شهید هاشمی‌نژاد مشهد  .
فرودگاه بین‌المللی دبی. فرودگاه شاهزاده محمد بن عبدالعزیز
ترکیش ایرلاینز : فرودگاه بین‌المللی آتاترک
هواپیمایی ماهان: فرودگاه بین‌المللی امام خمینی